# Coupe de l'EHF féminine 2016-2017
Navigation
Coupe de l'EHF 2015-2016 Coupe de l'EHF 2017-2018
La coupe de l'EHF 2016-2017 est la trente-sixième édition de la coupe de l'EHF féminine, compétition de handball créée en 1981 et organisée par l'EHF. Il s'agit de la première édition après la fusion avec la Coupe d'Europe des vainqueurs de coupe.
Elle est remportée par le club russe du Rostov-Don, vainqueur en finale du club allemand du SG BBM Bietigheim.

## Phase de qualification

### Premier tour

#### Équipes qualifiées
- HŽRK Grude Autoherc
- BNTU Minsk
- AC Latsia Nicosie
- DHK Banik Most
- DHC Slavia Prague
- Nykøbing Falster HK
- HC Neistin
- Brest Bretagne Handball
- Issy Paris Hand
- Nantes Loire Atlantique HB
- SG BBM Bietigheim
- VfL Oldenburg
- OF Néa Ionía
- Fehérvár KC
- Bnei Hertzeliya
- H.C. Holon
- PF Cassano Magnago
- KHF Prishtina
- Žalgiris Kaunas
- HB Dudelange
- SS/VOC Amsterdam
- Byåsen Trondheim
- Tertnes Bergen
- Vipers Kristiansand
- SPR Pogoń Szczecin
- Vistal Gdynia
- AC Alavarium
- Madeira Andebol SAD
- ASC Corona 2010 Brașov
- CSM Ploieşti
- HC Dunărea Brăila
- Dinamo Sinara
- Kouban Krasnodar
- RK Zagorje
- ŽRK Izvor Bukovicka Banja
- ŽRK Naisa Niš
- LC Brühl Handball
- SPONO Eagles
- Lugi HF
- Skuru IK
- Muratpaşa BSK
- SC Galytchanka Lviv

#### Résultats
| Date Aller        | Club                      | Aller   | Total   | Retour  | Club                   | Date Retour       |
| ----------------- | ------------------------- | ------- | ------- | ------- | ---------------------- | ----------------- |
| 9 septembre 2016  | HZRK Grude                | 16 – 43 | 33 – 83 | 17 – 40 | ASC Corona 2010 Brașov | 10 septembre 2016 |
| 9 septembre 2016  | Nantes LA HB              | 47 – 16 | 81 – 27 | 34 – 11 | AC Alavarium           | 10 septembre 2016 |
| 10 septembre 2016 | SPONO Eagles              | 41 – 14 | 71 – 30 | 30 – 16 | KHF Prishtina          | 11 septembre 2016 |
| 10 septembre 2016 | Dinamo Sinara             | 29 – 19 | 56 – 41 | 27 – 22 | SS/VOC Amsterdam       | 11 septembre 2016 |
| 10 septembre 2016 | Žalgiris Kaunas           | 27 – 30 | 51 – 55 | 24 – 25 | Muratpaşa BSK          | 11 septembre 2016 |
| 10 septembre 2016 | Vipers Kristiansand       | 52 – 10 | 89 – 22 | 37 – 12 | PF Cassano Magnago     | 11 septembre 2016 |
| 10 septembre 2016 | Brest Bretagne Handball   | 30 – 16 | 61 – 34 | 31 – 18 | Madeira Andebol SAD    | 17 septembre 2016 |
| 10 septembre 2016 | HC Neistin                | 24 – 26 | 44 – 57 | 20 – 31 | CSM Ploieşti           | 17 septembre 2016 |
| 10 septembre 2016 | Skuru IK                  | 26 – 22 | 44 – 45 | 18 – 23 | DHC Slavia Prague      | 18 septembre 2016 |
| 10 septembre 2016 | Fehérvár KC               | 28 – 17 | 55 – 34 | 27 – 17 | Vistal Gdynia          | 18 septembre 2016 |
| 11 septembre 2016 | Lugi HF                   | 23 – 25 | 43 – 54 | 20 – 29 | Nykøbing Falster HK    | 18 septembre 2016 |
| 16 septembre 2016 | H.C. Holon                | 21 – 32 | 37 – 74 | 16 – 42 | Tertnes Bergen         | 17 septembre 2016 |
| 17 septembre 2016 | HB Dudelange              | 12 – 43 | 22 – 79 | 10 – 36 | HC Dunărea Brăila      | 18 septembre 2016 |
| 17 septeMbre 2016 | Byåsen Trondheim          | 32 – 20 | 57 – 40 | 25 – 20 | RK Zagorje             | 18 septembre 2016 |
| 17 septembre 2016 | ŽRK Naisa Niš             | 15 – 34 | 34 – 71 | 19 – 37 | SG BBM Bietigheim      | 18 septembre 2016 |
| 17 septembre 2016 | SC Galytchanka Lviv       | 24 – 22 | 44 – 46 | 20 – 24 | SPR Pogoń Szczecin     | 18 septembre 2016 |
| 17 septembre 2016 | ŽRK Izvor Bukovicka Banja | 38 – 14 | 71 – 34 | 33 – 20 | AC Latsia Nicosie      | 18 septembre 2016 |
| 17 septembre 2016 | Kouban Krasnodar          | 36 – 24 | 67 – 48 | 31 – 24 | OF Néa Ionía           | 18 septembre 2016 |
| 17 septembre 2016 | Issy Paris Hand           | 29 – 20 | 59 – 43 | 30 – 23 | LC Brühl Handball      | 18 septembre 2016 |
| 17 septembre 2016 | DHK Banik Most            | 28 – 23 | 58 – 55 | 30 – 32 | BNTU Minsk             | 18 septembre 2016 |
| 17 septembre 2016 | VfL Oldenburg             | 41 – 20 | 77 – 40 | 36 – 20 | Bnei Hertzeliya        | 18 septembre 2016 |

### Deuxième tour

#### Équipes qualifiées
| Équipe              | Équipe              |
| ------------------- | ------------------- |
| SG BBM Bietigheim   | VfL Oldenburg       |
| Nykøbing Falster HK | Brest Bretagne HB   |
| Issy Paris Hand     | Nantes LA HB        |
| Fehérvár KC         | Byåsen Trondheim    |
| Tertnes Bergen      | Vipers Kristiansand |
| Baltica Szczecin    | ASC Corona Brasov   |
| CSM Ploieşti        | HC Dunărea Brăila   |
| Dinamo Sinara       | Kouban Krasnodar    |
| ŽRK Banja           | SPONO Eagles        |
| DHC Slavia Prague   | DHK Banik Most      |
| Muratpaşa BSK       | -                   |

| Équipe               | Équipe            |
| -------------------- | ----------------- |
| Randers HK           | Viborg HK         |
| CJF Fleury Loiret HB | TuS Metzingen     |
| Debreceni VSC        | Érdi VSE          |
| CSM Roman            | HC Lada Togliatti |

| Équipe             | Titre                            |
| ------------------ | -------------------------------- |
| SV Dalfsen         | 4e du tournoi de qualification 1 |
| HC Homiel          | 4e du tournoi de qualification 2 |
| Iuventa Michalovce | 4e du tournoi de qualification 3 |

#### Résultats
| Date Aller      | Club                      | Aller   | Total   | Retour  | Club                 | Date Retour     |
| --------------- | ------------------------- | ------- | ------- | ------- | -------------------- | --------------- |
| 15 octobre 2016 | SPONO Eagles              | 23 – 35 | 51 – 73 | 28 – 38 | Kouban Krasnodar     | 16 octobre 2016 |
| 15 octobre 2016 | Muratpaşa BSK             | 20 – 30 | 33 – 56 | 13 – 26 | Randers HK           | 16 octobre 2016 |
| 15 octobre 2016 | Baltica Szczecin          | 29 – 35 | 57 – 68 | 28 – 33 | Nykøbing Falster HK  | 22 octobre 2016 |
| 15 octobre 2016 | HC Lada Togliatti         | 29 – 23 | 55 – 55 | 26 – 32 | Vipers Kristiansand  | 22 octobre 2016 |
| 15 octobre 2016 | Nantes LA HB              | 24 – 23 | 52 – 49 | 28 – 26 | Debreceni VSC        | 22 octobre 2016 |
| 15 octobre 2016 | SG BBM Bietigheim         | 37 – 24 | 60 – 43 | 23 – 19 | ASC Corona Brasov    | 22 octobre 2016 |
| 15 octobre 2016 | HC Homiel                 | 15 – 27 | 37 – 53 | 22 - 26 | HC Dunărea Brăila    | 23 octobre 2016 |
| 16 octobre 2016 | DHC Slavia Prague         | 23 – 29 | 45 – 65 | 22 – 36 | Viborg HK            | 22 octobre 2016 |
| 16 octobre 2016 | TuS Metzingen             | 30 – 22 | 59 – 47 | 29 – 25 | DHK Banik Most       | 22 octobre 2016 |
| 16 octobre 2016 | VfL Oldenburg             | 29 – 22 | 52 – 48 | 23 – 26 | CJF Fleury Loiret HB | 23 octobre 2016 |
| 16 octobre 2016 | HCM Roman                 | 25 – 27 | 49 – 55 | 24 – 28 | Fehérvár KC          | 23 octobre 2016 |
| 16 octobre 2016 | Érdi VSE                  | 30 – 26 | 59 – 52 | 29 – 26 | Issy Paris Hand      | 23 octobre 2016 |
| 16 octobre 2016 | Byåsen Trondheim          | 33 – 27 | 62 – 53 | 29 – 26 | Tertnes Bergen       | 23 octobre 2016 |
| 21 octobre 2016 | Dinamo Sinara             | 25 – 29 | 51 – 60 | 26 – 31 | Brest Bretagne HB    | 22 octobre 2016 |
| 21 octobre 2016 | ŽRK Izvor Bukovicka Banja | 26 – 34 | 54 – 59 | 28 – 25 | SV Dalfsen           | 23 octobre 2016 |
| 22 octobre 2016 | CSM Ploieşti              | 19 – 43 | 33 – 92 | 14 – 49 | Iuventa Michalovce   | 23 octobre 2016 |

### Troisième tour

#### Équipes qualifiées
| Équipe            | Équipe              |
| ----------------- | ------------------- |
| Randers HK        | Nykøbing Falster HK |
| Viborg HK         | Brest Bretagne HB   |
| Nantes LA HB      | VfL Oldenburg       |
| TuS Metzingen     | SG BBM Bietigheim   |
| Érdi VSE          | Fehérvár KC         |
| SV Dalfsen        | Byåsen Trondheim    |
| HC Dunărea Brăila | HC Lada Togliatti   |
| Kouban Krasnodar  | Iuventa Michalovce  |

| Équipe              | Équipe           |
| ------------------- | ---------------- |
| Team Tvis Holstebro | Dunaujvaros DKKA |

| Équipe                | Titre                            |
| --------------------- | -------------------------------- |
| Podravka Vegeta       | 2e du tournoi de qualification 1 |
| TMO Ankara            | 3e du tournoi de qualification 1 |
| Hypo Niederösterreich | 2e du tournoi de qualification 2 |
| BM Bera Bera          | 3e du tournoi de qualification 2 |
| Indeco Conversano     | 2e du tournoi de qualification 3 |
| MKS Lublin            | 3e du tournoi de qualification 3 |

#### Résultats
| Date Aller       | Club                  | Aller   | Total   | Retour  | Club                | Date Retour      |
| ---------------- | --------------------- | ------- | ------- | ------- | ------------------- | ---------------- |
| 12 novembre 2016 | TMO Ankara            | 33 – 27 | 56 – 63 | 23 – 36 | TuS Metzingen       | 18 novembre 2016 |
| 12 novembre 2016 | Hypo Niederösterreich | 23 – 29 | 49 – 61 | 26 – 32 | Kouban Krasnodar    | 20 novembre 2016 |
| 13 novembre 2016 | HC Lada Togliatti     | 29 – 26 | 57 – 48 | 28 – 22 | Viborg HK           | 19 novembre 2016 |
| 12 novembre 2016 | SV Dalfsen            | 21 – 31 | 49 – 62 | 28 – 31 | Nantes LA HB        | 20 novembre 2016 |
| 13 novembre 2016 | Team Tvis Holstebro   | 25 – 27 | 46 – 58 | 21 – 31 | VfL Oldenburg       | 20 novembre 2016 |
| 13 novembre 2016 | Iuventa Michalovce    | 23 – 28 | 42 – 55 | 19 – 27 | Fehérvár KC         | 20 novembre 2016 |
| 12 novembre 2016 | Randers HK            | 28 – 27 | 51 – 50 | 23 - 23 | MKS Lublin          | 19 novembre 2016 |
| 12 novembre 2016 | Indeco Conversano     | 24 – 36 | 46 – 72 | 22 – 36 | Nykøbing Falster HK | 19 novembre 2016 |
| 13 novembre 2016 | HC Dunărea Brăila     | 25 – 24 | 48 – 58 | 23 – 34 | Byåsen Trondheim    | 20 novembre 2016 |
| 13 novembre 2016 | Podravka Vegeta       | 16 – 23 | 36 – 47 | 20 – 24 | SG BBM Bietigheim   | 19 novembre 2016 |
| 12 novembre 2016 | Érdi VSE              | 29 – 22 | 60 – 47 | 31 – 25 | Dunaujvaros DKKA    | 19 novembre 2016 |
| 12 novembre 2016 | BM Bera Bera          | 20 – 25 | 39 – 48 | 19 – 23 | Brest Bretagne HB   | 19 novembre 2016 |

## Phase de groupe
| Équipe              | Équipe           |
| ------------------- | ---------------- |
| Nykøbing Falster HK | Randers HK       |
| Brest Bretagne HB   | Nantes LA HB     |
| Érdi VSE            | Fehérvár KC      |
| HC Lada Togliatti   | Kouban Krasnodar |
| SG BBM Bietigheim   | TuS Metzingen    |
| VfL Oldenburg       | Byåsen Trondheim |

| Équipe         | Titre          |
| -------------- | -------------- |
| Glassverket IF | 4e du Groupe A |
| HC Leipzig     | 4e du Groupe B |
| Rostov-Don     | 4e du Groupe C |
| IK Sävehof     | 4e du Groupe D |

### Groupe A
|   | Équipe        | Pts | J | G | N | P | Bp  | Bc  | Diff |  | Résultats (dom.\ext.) |       |       |       |       |
| - | ------------- | --- | - | - | - | - | --- | --- | ---- |  | --------------------- | ----- | ----- | ----- | ----- |
| 1 | Nantes LA HB  | 9   | 6 | 4 | 1 | 1 | 186 | 157 | 29   |  | Nantes LA HB          |       | 25-19 | 34-30 | 28-29 |
| 2 | Randers HK    | 9   | 6 | 4 | 1 | 1 | 153 | 144 | 9    |  | Randers HK            | 26-26 |       | 28-24 | 28-24 |
| 3 | IK Sävehof    | 4   | 6 | 2 | 0 | 4 | 167 | 188 | -21  |  | IK Sävehof            | 23-36 | 21-27 |       | 37-33 |
| 4 | VfL Oldenburg | 2   | 6 | 1 | 0 | 5 | 170 | 187 | -17  |  | VfL Oldenburg         | 30-37 | 24-25 | 30-32 |       |

### Groupe B
|   | Équipe            | Pts | J | G | N | P | Bp  | Bc  | Diff |  | Résultats (dom.\ext.) |       |       |       |       |
| - | ----------------- | --- | - | - | - | - | --- | --- | ---- |  | --------------------- | ----- | ----- | ----- | ----- |
| 1 | Kouban Krasnodar  | 10  | 6 | 5 | 0 | 1 | 173 | 148 | 25   |  | Kouban Krasnodar      |       | 25-20 | 31-26 | 32-24 |
| 2 | Brest Bretagne HB | 8   | 6 | 3 | 2 | 1 | 150 | 127 | 23   |  | Brest Bretagne HB     | 27-21 |       | 21-21 | 23-20 |
| 3 | Fehérvár KC       | 6   | 6 | 2 | 2 | 2 | 159 | 156 | 3    |  | Fehérvár KC           | 24-31 | 25-25 |       | 29-27 |
| 4 | HC Leipzig        | 0   | 6 | 0 | 0 | 6 | 134 | 185 | -51  |  | HC Leipzig            | 27-33 | 15-34 | 21-34 |       |

### Groupe C
|   | Équipe            | Pts | J | G | N | P | Bp  | Bc  | Diff |  | Résultats (dom.\ext.) |       |       |       |       |
| - | ----------------- | --- | - | - | - | - | --- | --- | ---- |  | --------------------- | ----- | ----- | ----- | ----- |
| 1 | Rostov-Don        | 10  | 6 | 5 | 0 | 1 | 173 | 137 | 36   |  | Rostov-Don            |       | 34-24 | 27-24 | 35-21 |
| 2 | SG BBM Bietigheim | 6   | 6 | 3 | 0 | 3 | 166 | 173 | -7   |  | SG BBM Bietigheim     | 20-23 |       | 28-25 | 39-33 |
| 3 | Érdi VSE          | 4   | 6 | 2 | 0 | 4 | 165 | 169 | -4   |  | Érdi VSE              | 19-30 | 35-27 |       | 34-22 |
| 4 | Byåsen Trondheim  | 4   | 6 | 2 | 0 | 4 | 163 | 188 | -25  |  | Byåsen Trondheim      | 29-24 | 23-28 | 35-28 |       |

### Groupe D
|   | Équipe              | Pts | J | G | N | P | Bp  | Bc  | Diff |  | Résultats (dom.\ext.) |       |       |       |       |
| - | ------------------- | --- | - | - | - | - | --- | --- | ---- |  | --------------------- | ----- | ----- | ----- | ----- |
| 1 | Nykøbing Falster HK | 7   | 6 | 2 | 3 | 1 | 194 | 180 | 14   |  | Nykøbing Falster HK   |       | 36-36 | 35-23 | 32-32 |
| 2 | TuS Metzingen       | 7   | 6 | 3 | 1 | 2 | 176 | 153 | 23   |  | TuS Metzingen         | 29-34 |       | 23-24 | 39-17 |
| 3 | HC Lada Togliatti   | 6   | 6 | 3 | 0 | 3 | 165 | 164 | 1    |  | HC Lada Togliatti     | 35-32 | 26-27 |       | 32-21 |
| 4 | Glassverket IF      | 4   | 6 | 1 | 2 | 3 | 137 | 175 | -38  |  | Glassverket IF        | 25-25 | 16-22 | 26-25 |       |

## Phase finale
| Équipes 1re de groupe | Équipes 2e de groupe |
| --------------------- | -------------------- |
| Nantes LA HB          | Randers HK           |
| Kouban Krasnodar      | Brest Bretagne HB    |
| Rostov-Don            | SG BBM Bietigheim    |
| Nykøbing Falster HK   | TuS Metzingen        |

|  | Quarts de finale    | Quarts de finale    | Quarts de finale    | Quarts de finale    |                   |                   | Demi-finales | Demi-finales | Demi-finales | Demi-finales |  |  | Finale | Finale | Finale | Finale |
|  |                     |                     |                     |                     |                   |                   |              |              |              |              |  |  |        |        |        |        |
|  |                     |                     |                     |                     |                   |                   |              |              |              |              |  |  |        |        |        |        |
|  |                     |                     |                     |                     |                   |                   |              |              |              |              |  |  |        |        |        |        |
|  | SG BBM Bietigheim   | SG BBM Bietigheim   | 33                  | 26                  |                   |                   |              |              |              |              |  |  |        |        |        |        |
|  | SG BBM Bietigheim   | SG BBM Bietigheim   | 33                  | 26                  |                   |                   |              |              |              |              |  |  |        |        |        |        |
|  | Kouban Krasnodar    | Kouban Krasnodar    | 26                  | 31                  |                   |                   |              |              |              |              |  |  |        |        |        |        |
|  | Kouban Krasnodar    | Kouban Krasnodar    | 26                  | 31                  | SG BBM Bietigheim | SG BBM Bietigheim | 38           | 28           |              |              |  |  |        |        |        |        |
|  |                     |                     |                     |                     | SG BBM Bietigheim | SG BBM Bietigheim | 38           | 28           |              |              |  |  |        |        |        |        |
|  |                     |                     | Nykøbing Falster HK | Nykøbing Falster HK | 27                | 32                |              |              |              |              |  |  |        |        |        |        |
|  | Randers HK          | Randers HK          | Nykøbing Falster HK | Nykøbing Falster HK | 27                | 32                | 27           | 23           |              |              |  |  |        |        |        |        |
|  | Randers HK          | Randers HK          |                     |                     |                   |                   |              | 23           |              |              |  |  |        |        |        |        |
|  | Nykøbing Falster HK | Nykøbing Falster HK | 24                  | 28                  |                   |                   |              |              |              |              |  |  |        |        |        |        |
|  | Nykøbing Falster HK | Nykøbing Falster HK | 24                  | 28                  | SG BBM Bietigheim | SG BBM Bietigheim | 25           | 21           |              |              |  |  |        |        |        |        |
|  |                     |                     |                     |                     | SG BBM Bietigheim | SG BBM Bietigheim | 25           | 21           |              |              |  |  |        |        |        |        |
|  |                     |                     | Rostov-Don          | Rostov-Don          | 28                | 25                |              |              |              |              |  |  |        |        |        |        |
|  | TuS Metzingen       | TuS Metzingen       | Rostov-Don          | Rostov-Don          | 28                | 25                | 27           | 31           |              |              |  |  |        |        |        |        |
|  | TuS Metzingen       | TuS Metzingen       |                     |                     |                   |                   |              |              |              |              |  |  |        |        |        |        |
|  | Nantes LA HB        | Nantes LA HB        | 23                  | 28                  |                   |                   |              |              |              |              |  |  |        |        |        |        |
|  | Nantes LA HB        | Nantes LA HB        | 23                  | 28                  | TuS Metzingen     | TuS Metzingen     | 18           | 21           |              |              |  |  |        |        |        |        |
|  |                     |                     |                     |                     | TuS Metzingen     | TuS Metzingen     | 18           | 21           |              |              |  |  |        |        |        |        |
|  |                     |                     | Rostov-Don          | Rostov-Don          | 29                | 31                |              |              |              |              |  |  |        |        |        |        |
|  | Brest Bretagne HB   | Brest Bretagne HB   | Rostov-Don          | Rostov-Don          | 29                | 31                | 21           | 19           |              |              |  |  |        |        |        |        |
|  | Brest Bretagne HB   | Brest Bretagne HB   |                     |                     |                   |                   |              | 19           |              |              |  |  |        |        |        |        |
|  | Rostov-Don          | Rostov-Don          | 26                  | 28                  |                   |                   |              |              |              |              |  |  |        |        |        |        |
|  | Rostov-Don          | Rostov-Don          | 26                  | 28                  |                   |                   |              |              |              |              |  |  |        |        |        |        |
|  |                     |                     |                     |                     |                   |                   |              |              |              |              |  |  |        |        |        |        |

### Quarts de finale
| Date Aller  | Club              | Aller   | Total   | Retour  | Club                | Date Retour  |
| ----------- | ----------------- | ------- | ------- | ------- | ------------------- | ------------ |
| 5 mars 2017 | SG BBM Bietigheim | 33 – 26 | 59 – 57 | 26 – 31 | Kouban Krasnodar    | 12 mars 2017 |
| 5 mars 2017 | Randers HK        | 27 – 24 | 50 – 52 | 23 – 28 | Nykøbing Falster HK | 12 mars 2017 |
| 4 mars 2017 | TuS Metzingen     | 27 – 23 | 58 – 51 | 31 – 28 | Nantes LA HB        | 12 mars 2017 |
| 4 mars 2017 | Brest Bretagne HB | 21 – 26 | 40 – 54 | 19 – 28 | Rostov-Don          | 11 mars 2017 |

### Demi-finales
| Date Aller   | Club              | Aller   | Total   | Retour  | Club                | Date Retour   |
| ------------ | ----------------- | ------- | ------- | ------- | ------------------- | ------------- |
| 8 avril 2017 | TuS Metzingen     | 18 – 29 | 39 – 60 | 21 – 31 | Rostov-Don          | 15 avril 2017 |
| 9 avril 2017 | SG BBM Bietigheim | 38 – 27 | 66 – 59 | 28 – 32 | Nykøbing Falster HK | 16 avril 2017 |

### Finale
| Date Aller | Club              | Aller   | Total   | Retour  | Club       | Date Retour |
| ---------- | ----------------- | ------- | ------- | ------- | ---------- | ----------- |
| 7 mai 2017 | SG BBM Bietigheim | 25 – 28 | 46 – 53 | 21 – 25 | Rostov-Don | 13 mai 2017 |

## Les championnes d'Europe
| Championne d'Europe - Coupe d'Europe EHF 2016-2017 Rostov-Don 1er titre |

### Équipe de Rostov-Don
L'effectif du Rostov-Don était:
Gardiennes
- Katrine Lunde
- Maria Basarab
- Anna Sedoïkina

Joueuses de champ
- Iulia Managarova
- Anna Viakhireva
- Siraba Dembélé
- Olga Tchernoïvanenko
- Victoria Borchtchenko
- Maïa Petrova
- Ksenia Makeeva
- Alexandra Stepanova
- Elena Slivinskaïa
- Vladlena Bobrovnikova
- Regina Shymkute
- Alexandrina Barbosa
- Ana Paula Rodrigues
- Ekaterina Ilina
- Lotte Grigel
- Ekaterina Artamonova
- Anna Sen

Entraîneur
- Frédéric Bougeant

## Statistiques

### Buteuses
| Rang | Nom                 | Équipe              | Buts |
| ---- | ------------------- | ------------------- | ---- |
| 1    | Susann Müller       | SG BBM Bietigheim   | 77   |
| 2    | Nathalie Hagman     | Nykøbing Falster HK | 68   |
| 3    | Alexandrina Barbosa | Rostov-Don          | 58   |